# Родіонов Сергій Юрійович
Сергій Родіонов (рос. Сергей Родионов, нар. 3 вересня 1962, Москва) — радянський і російський футболіст, що грав на позиції нападника. По завершенні ігрової кар'єри — футбольний тренер.
Виступав, зокрема, за клуб «Спартак» (Москва), а також національну збірну СРСР.

## Клубна кар'єра
Народився 3 вересня 1962 року в місті Москва. Вихованець футбольної школи клубу «Спартак» (Москва).
У дорослому футболі дебютував 1978 року виступами за команду клубу «Пресня» (Москва), в якій провів один сезон, взявши участь лише у 5 матчах чемпіонату.
Своєю грою за цю команду привернув увагу представників тренерського штабу клубу «Спартак» (Москва), до складу якого приєднався 1979 року. Відіграв за московських спартаківців наступні одинадцять сезонів своєї ігрової кар'єри. Більшість часу, проведеного у складі московського «Спартака», був основним гравцем атакувальної ланки команди. У складі московського «Спартака» був одним з головних бомбардирів команди, за одинадцять років провівши у складі клубу 279 матчів та забивши у них 119 м'ячів. У складі клубу став трикратним переможцем чемпіонату Радянського Союзу, п'ять разів був срібним призером чемпіонату СРСР з футболу та двократним бронзовим призером першості. У 1989 році став найкращим бомбардиром чемпіонату СРСР з футболу.
У 1990 році отримав дозвіл перейти до складу французького клубу «Ред Стар». Кар'єра у клубі з Парижа Сергію Родіонову не вдалась, оскільки футболіст дістав під час виступів у Франції кілька серйозних травм (плеча, хрестоподібних зв'язок колінного суглобу), у зв'язку із чим був вимушений пропустити рік і два місяці виступів на футбольних полях. Незважаючи на це, заслужив визнання у вболівальників клубу своєю щирою грою на полі.
У 1993 році повернувся у клуб «Спартак» (Москва), у складі якого вже виступав раніше та захищав її кольори до припинення виступів на професійному рівні у 1995. У складі клубу став переможцем першості Росії та володарем кубку країни.

## Виступи за збірну
1980 року дебютував в офіційних матчах у складі національної збірної СРСР. Протягом кар'єри у національній команді, яка тривала 11 років, провів у формі головної команди країни 37 матчів, забивши 8 голів.
У складі збірної був учасником чемпіонату світу 1982 року в Іспанії, чемпіонату світу 1986 року у Мексиці.

## Кар'єра тренера
Розпочав тренерську кар'єру невдовзі по завершенні кар'єри гравця, 1996 року, очоливши тренерський штаб клубу «Спартак-2» (Москва).
В подальшому входив до тренерських штабів клубів «Анжі» та «Спартак-2» (Москва).
До 2010 року Сергій Родіонов був одним з тренерів головної команди рідного клубу «Спартак» (Москва). У 2011 році був призначений президентом футбольної академії клубу «Спартак». З 2 червня 2015 — генеральний директор «Спартака», 18 грудня 2018 перейшов на посаду спортивного директора клубу.

## Титули і досягнення
- 3-разовий чемпіон СРСР — 1979, 1987, 1989
- 5-разовий срібний призер Чемпіонату СРСР з футболу — 1980, 1981, 1983, 1984, 1985
- 2-разовий бронзовий призер Чемпіонату СРСР з футболу — 1982, 1986
- чемпіон Росії — 1994
- Володар Кубка Росії — 1994
- Найкращий бомбардир Чемпіонату СРСР з футболу: (1)

1989 (16)
- Член клубу Григорія Федотова — 162 м'ячі.